# (23064) Mattmiller
(23064) Mattmiller est un astéroïde de la ceinture principale d'astéroïdes.

## Description
(23064) Mattmiller est un astéroïde de la ceinture principale d'astéroïdes. Il fut découvert le 7 décembre 1999 à Socorro (Nouveau-Mexique) par le projet LINEAR. Il présente une orbite caractérisée par un demi-grand axe de 3,02 UA, une excentricité de 0,13 et une inclinaison de 3,0° par rapport à l'écliptique.

## Compléments